# Cryptosepalum pellegrinianum
Cryptosepalum pellegrinianum là một loài thực vật có hoa trong họ Đậu. Loài này được (J.Leonard) J.Leonard miêu tả khoa học đầu tiên.